# Cyrtonyx
Cyrtonyx – rodzaj ptaków z podrodziny przepiórów (Odontophorinae) w rodzinie przepiórowatych (Odontophoridae).

## Zasięg występowania
Rodzaj obejmuje gatunki występujące w Ameryce Północnej – od południowo-zachodnich USA po Nikaraguę.

## Morfologia
Długość ciała 19–23 cm, masa ciała 176–218 g (samce są nieco cięższe od samic).

## Systematyka

### Etymologia
Cyrtonyx: κυρτος kurtos „zakrzywiony”, od κυπτω kuptō „schylić się”; ονυξ onux, ονυχος onukhos „paznokieć, pazur”.

### Podział systematyczny
Do rodzaju należą dwa gatunki:
- Cyrtonyx montezumae (Vigors, 1830) – przepiór perlisty
- Cyrtonyx ocellatus (Gould, 1837) – przepiór maskowy